# 長勢甚遠
長勢 甚遠（ながせ じんえん、1943年〈昭和18年〉10月3日 - ）は、日本の政治家。自由民主党所属の元衆議院議員（7期）。
法務大臣（第77代）、内閣官房副長官（第3次小泉改造内閣）、法務副大臣（第2次森改造内閣）等を歴任。富山県魚津市名誉市民。

## 来歴

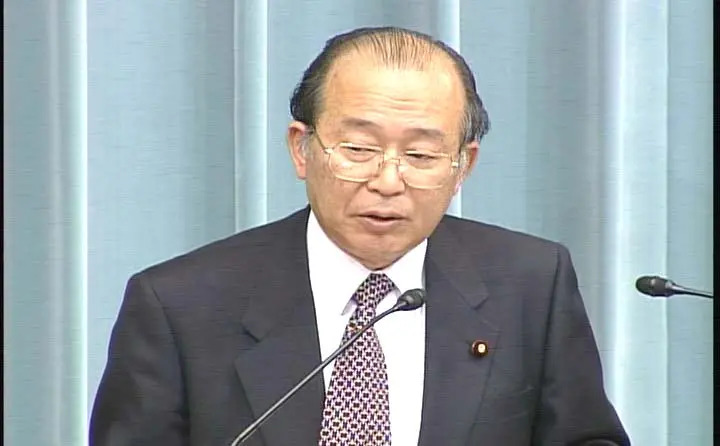
内閣官房副長官時、記者会見にて（2006年5月）

富山県魚津市石垣に生まれ、小学校入学時に父親の仕事の関係で富山市在住となった。富山市立柳町小学校、富山大学教育学部附属中学校、富山県立富山高等学校、東京大学法学部第3類（政治コース）卒業。東大法学部第3類（政治コース）在学中に国家公務員上級甲種試験（法律）を合格。
1966年、労働省（現、厚生労働省）に入省する。1986年6月、労政局労働法規課長。1988年に退官。労働省の同期に、伊藤庄平元労働事務次官や、太田芳枝労働省初代女性局長らがいる。
1990年、第39回衆議院議員総選挙に旧富山1区（定数3）から自由民主党公認で出馬し、得票数3位で初当選した。以後7期連続当選。1995年、村山改造内閣で厚生政務次官に任命される。翌1996年の第41回衆議院議員総選挙では新設された富山1区から出馬し、新進党公認の広野允士を破り当選。小渕内閣・第1次森内閣で労働総括政務次官、第2次森改造内閣で法務総括政務次官に就任し、中央省庁再編に伴い高村正彦法務大臣の下、初代法務副大臣に就任した。
2002年、衆議院厚生労働委員会筆頭理事。2004年、自由民主党政務調査会筆頭副会長。
2005年、第3次小泉改造内閣で内閣官房副長官に就任。続く安倍内閣では法務大臣に任命され、初入閣した。
その後、党労政局長や党衆議院議員総会長を歴任した。
2012年3月、第46回衆議院議員総選挙には出馬せず、政界を引退する意向を表明した。
2013年11月、秋の叙勲にて旭日大綬章を受章。
2014年11月、富山県魚津市名誉市民。

## 政策・主張

### 死刑執行
336日の法務大臣在任中には死刑囚10人の死刑執行を指揮し、当時、歴代最多の死刑執行となった。
1. 2006年12月25日：4人 - 広島タクシー運転手連続殺人事件の死刑囚（広島拘置所在監）および東京拘置所の死刑囚2人・大阪拘置所の死刑囚1人[11]
2. 2007年4月27日：3人 - 東京・大阪・福岡各拘置所で死刑囚各1人
3. 2007年8月23日：3人 - 東京拘置所で死刑囚2人・名古屋拘置所で死刑囚1人

### 共謀罪
第1次安倍内閣で共謀罪を創設する法案の成立に意欲を示す。2007年1月23日の会見では、「円滑に早期に成立させたい」と発言。

### 少年犯罪の厳罰化
改正少年法や更生保護法の成立に尽力。少年院送致の年齢下限を「14歳以上」から「おおむね12歳以上」に引き下げ、警察官が触法少年の疑いがある者を発見した場合の任意調査権を明文化。

### 松岡農水相の自殺
松岡利勝農林水産大臣の自殺後、安倍晋三内閣総理大臣が「捜査当局から『松岡大臣や関係者の取り調べを行っていたという事実もないし、これから取り調べを行うという予定もない』と発言があったと聞いている」とコメントしたことに対し、マスコミからの質問に対する東京地方検察庁の回答内容が、法務省から内閣官房に報告されていた、と説明した上で問題視しない考えを表明した。

### 外国人労働者の待遇改善
劣悪、低賃金労働といった、外国人研修・技能実習制度の問題改善を図るため、自民党国家戦略本部の外国人労働者問題プロジェクトチームの座長として、「外国人労働者短期就労制度」の創設を提言。

### 戦後レジームからの脱却
法務大臣就任時、「戦後60年を経て経済優先、個人優先の風潮を正していくことが必要」と持論。改憲よりも自主憲法の制定を重んじる。2012年5月10日に行われた創生「日本」の研修会では、自民党憲法草案に反対する立場から、「（自民党憲法草案は）国民主権、基本的人権、平和主義、これは堅持すると言ってる。この三つはマッカーサーが日本に押し付けた戦後レジームそのものだ。この三つを無くさなければですね、本当の自立自主憲法に成らない」と発言。

### その他
- 選択的夫婦別姓制度の導入に反対[18]。
- 人権擁護法案に反対[18]。
- 永住外国人への地方選挙権付与に反対[18]。

## 人物
- 内閣官房長官時代の安倍晋三を補佐し、「安倍晋三さんを支える会」の中心メンバーとして活躍。第1次安倍内閣の政権構想および政権公約策定に携わった[19][17]。
- 医療制度改革大綱や少子化対策などのとりまとめに尽力。裁判員制度導入では党の小委員長として調整役を果たす。社会保障政策、特に年金問題に詳しい[19][17]。
- 北陸新幹線の整備促進、確定拠出型年金の創設、年金医療介護の法案、裁判員制度の創設、「昭和の日」の制定に尽力[20][21]。
- 「自動車運転過失致死傷罪」の新設を柱とする改正刑法や、少年院送致の年齢下限を引き下げる改正少年法の成立に尽力。雇用対策でも存在感を発揮した[13]。
- 秋篠宮文仁親王が詠んだ歌の歌碑が立山の室堂ターミナル広場に建っている。歌碑の文字は長勢が揮毫したもの[22][23]。
- 日本会議富山会長[24]。富山県護国神社特別顧問[25]。自民党富山県支部連合会会長（2000年～2012年）[20][21]。
- 2006年5月、統一教会（現・世界平和統一家庭連合）の関連団体である天宙平和連合（UPF）が集団結婚を兼ねた「祖国郷土還元日本大会」を国内12か所で開催[26]。このうち名古屋市で行われた大会に祝電を送った[27]。

## 不祥事

### 国民年金未納
2004年、政治家の年金未納問題に伴い、国民年金の未納期間が5ヶ月あることが判明した。

### 収支報告書虚偽記載
2007年2月20日、『読売新聞』の調査で、2005年の衆議院議員総選挙における長勢の選挙運動費用収支報告書に、実際の収支と異なる記述をしていた事実が発覚した。選挙運動費用収支報告書には支出として公費負担分を計上するため、本来、収入に対し支出は公費負担分多くなる計算となるはずだが、長勢の選挙運動費用収支報告書は収入と支出が完全に一致している。長勢事務所の説明では、出納責任者が支出額に含まれる公費負担分を失念し、収入額が支出額と同額になるよう自由民主党支部からの寄附金を辻褄合わせして記載したと主張している。読売新聞の取材後、選挙運動費用収支報告書と自由民主党支部の政治資金収支報告書を訂正した。出納責任者は「収支の額を一致させなければならないと思い込み、公費負担分は忘れていた」と語っている。

### 実家未登記問題
2007年6月14日、富山県魚津市に所有している実家が、不動産登記法に違反して、現在も未登記のままになっていることが報じられた。厚生政務次官だった1995年に既に未登記を指摘されており、「社会的に非常識なら登記する」としていたが、その後も未登記のままだったという。

### 見返り献金問題
自身が相談役を務めていた（問題発覚後に辞任）外国人研修生受け入れ団体「富瀋国際事業協同組合」の依頼で長勢事務所が査証発給状況を法務省入国管理局に照会し、その見返りとして同組合から献金を受けていた問題が明らかになった。

## 所属していた主な団体・議員連盟
- 創生「日本」（会長代理）
- 日本会議国会議員懇談会
- 神道政治連盟国会議員懇談会
- 憲法20条を考える会
- 日韓議員連盟
- 労働政策推進議員連盟（会長）
- 「昭和の日」推進議員連盟（幹事長）
- 建築板金業振興議員連盟（副会長）
- 配置薬議員連盟（会長）
- 北陸新幹線建設促進議員連盟
- 整備新幹線建設促進議員連盟
- 社会保険労務士議員懇談会
- 自民党自動車整備議員連盟（幹事）
- 病院理学療法問題議員懇話会
- 薬種商問題議員協議会（幹事長）
- 21世紀の社会保障制度を考える議員連盟
- 少子化社会対策議員連盟
- 介護労働問題議員連盟
- 介護福祉議員連盟
- 自民党全国保育関係議員連盟
- 自由民主党議員柔道整復師会
- 自民党薬剤師問題議員懇談会（副会長）
- 確定拠出型年金導入推進議員連盟
- 裁判員制度推進議員連盟
- 矯正施設の過剰収容等緊急対策議員懇談会
- 農民の健康を創る会
- 水と緑と食糧を守る議員連盟
- 獣医師問題議員連盟（幹事）
- 環境衛生議員連盟
- 浄化槽対策議員連盟
- 田園住宅建設促進議員連盟
- 血液事業研究議員連盟
- 日本・ネパール友好国会議員連盟
- CIQ（関税・出入国管理・検疫）体制拡充整備推進議員連盟
- ソフトボール振興議員懇談会
- 税理士制度改革推進議員連盟ワーキングチーム
- TPP交渉における国益を守り抜く会

## 家族・親族
長勢家
富山県魚津市石垣、富山市太田向陽台
- 祖父・次郎四郎 - 元上野方村（現・魚津市）村長。
- 父・甚正（政治家） - 元魚津市議会議員。
- 母・登代（鹿熊久安の娘）

親戚
- 祖父・鹿熊久安（農業、政治家） - 元富山県議会議長。
- 叔父・鹿熊安正（政治家） - 元参議院議員。
- 従弟・鹿熊正一（政治家） - 富山県議会議員。

## 著書

### 単著
- 『シルバー人材センター』（労務行政研究所）
- 『豊かな勤労者生活に向けて』（近代労働経済研究会）
- 『確定拠出年金が産声をあげるまで』（労務行政研究所、2000年）
- 『新しい食品衛生法のあらまし』（労務行政研究所、2003年）
- 『甚遠のおもしろ草子』（長勢甚遠著述集刊行会、2014年）

### 共著
- 『労働組合よしっかりしろ』（日本リーダーズ協会、2000年）
- 『一問一答 金庫株解禁等に伴う商法改正』（商事法務研究会、2001年）